# Carlo Alberto Tregua
Carlo Alberto Tregua (Catania, 8 novembre 1940) è un giornalista italiano. Dalla sua fondazione è direttore del Quotidiano di Sicilia.

## Biografia
Carlo Alberto Tregua è nato a Catania l’8 novembre 1940, da Luigi Umberto Tregua e Raffaella Oteri. Le radici della sua famiglia affondano nel veronese. Il nonno, Carlo Tregua, lasciò Verona e il 6 maggio 1860 salpò da Quarto al seguito dei Mille con un proprio suo zio. A Verona, non fece mai più ritorno, sposando una siciliana. Maggiore di quattro fratelli, divenne assistente alla cattedra di Geografia economica dell’Università di Catania, dal 1962 al 1965. Fu docente ordinario di Organizzazione turistico - alberghiera di Istituti di Stato, dal 1976 al 1991. Laureato in Economia e commercio diviene dottore commercialista nel 1968 e revisore contabile nel 1976.
Economista, giornalista, è fondatore, editore e direttore responsabile del Quotidiano di Sicilia, dal 1979. E’ tesoriere della Federazione Italiana Editori Giornali (dal 2009 al 2012 e dal 2018 al 2023). È stato Presidente della categoria nazionale editori minori della Federazione Italiana Editori Giornali, dal 2001 al 2008.
Ha ideato e condotto 18 puntate della trasmissione Radio Rai “La Sicilia in Europa, l’Europa in Sicilia”, nel 1990; ha ideato e condotto 184 puntate della rubrica “Il cittadino protagonista”, trasmesse nel telegiornale di TeleEtna, dal 1992 al 1996.

## Opere
- L'impresa minore protagonista dello sviluppo (1986).
- Scritti contro, dalla parte dei siciliani (1995).
- Prima della Repubblica, il principio della fine (1996).
- Dalla prima Repubblica alla prima Repubblica (1996).
- Il grande inciucio (1997).
- Duemila: la politica è tutto un business (2000).
- Tutto quello che c'è sotto (2002).
- È tutto scritto nero su salmone (2004).
- Ritorno ai valori (2006).
- La bassa politica (2007).
- Povera patria sedotta e abbindolata (2008).
- La politica dei politicanti (2008).
- Spieghiamo ai giovani che la vita è dura (2009).
- Ma i siciliani non hanno l'anello al naso (2009).
- L'Italia vista da Sud (2009).
- La Sicilia deve mettersi le carte in regola (2009).
- Federalismo, sfida virtuosa per il Sud (2011).